# Умэдзу, Ёсидзиро
Ёсидзиро Умэдзу (яп. 梅津 美治郎 Умэдзу Ёсидзиро:, 4 января 1882 — 8 января 1949) — генерал императорской армии Японии.
Умэдзу родился 4 января 1882 года в городе Накацу префектуры Оита. В 1903 году он окончил военную академию Императорской армии Японии (Рикугун сикан гакко) и стал служить в пехоте. По окончании высшей военной армейской академии (Рикугун дайгакко) он был послан в Европу для продолжения образования в Германии и Дании. Находясь в Дании, он также стал военным наблюдателем от Японии во время Первой мировой войны. В 1919—1921 годах он был военным атташе в Швейцарии.
В 1923—1924 годах Умэдзу работал инструктором в Рикугун сикан гакко, в 1924—1926 годах командовал 3-м пехотным полком. Затем в 1926—1928 начальник мобилизационного отдела Генерального штаба японской армии, а в 1928—1930 начальник Управления военных связей Военного министерства. В августе 1930 года получил звание генерал-майора. Затем в 1930-31 командир 1-й бригады, в 1931-34 начальник Управления военных связей Генштаба. Позднее, уже будучи генерал-лейтенантом, он вернулся в действующую армию, возглавив в июне 1934—1935 годах Гарнизонную армию в Китае, а с августа 1935 по 1936 год командуя 2-й дивизией.
В 1936—1938 годах Умэдзу был заместителем министра армии в кабинетах Коки Хироты, Сэндзюро Хаяси и первом премьерстве Фумимаро Коноэ. В 1938 году он вернулся в Китай в качестве главнокомандующего 1-й армией. В августе 1939 года Ёсидзиро Умэдзу получил звание генерала. С 7 сентября 1939 по 18 июля 1944 был командующим Квантунской армией. Одновременно был назначен послом в Манчжоу-Го.
С 18 июля 1944 года Умэдзу стал последним в истории Японии начальником Генерального штаба, а также вошёл в Высший военный совет. В августе 1945 года он вместе с министром армии Корэтикой Анами и начальником Генерального штаба флота Соэму Тоёдой протестовал против капитуляции, считая, что войска должны сражаться до конца, дабы Япония могла заключить мир с Союзниками на более выгодных условиях. Ёсидзиро Умэдзу был персонально назначен императором Хирохито для подписания Акта о капитуляции от имени вооружённых сил и, таким образом, был высшим представителем Императорской армии Японии на борту линкора «Миссури» 2 сентября 1945 года.
После войны Ёсидзиро Умэдзу был арестован американскими оккупационными властями и предстал перед Международным военным трибуналом по Дальнему Востоку. Он был признан виновным по пунктам 1, 27, 29, 31 и 32 Обвинительного акта, и 12 ноября 1948 года приговорён к пожизненному заключению. В тюрьме он принял христианство. Ёсидзиро Умэдзу умер в заключении от рака толстой кишки 8 января 1949 года.